# Liste der Kulturdenkmäler in Wiesbaden-Nordost (Nordfriedhof)
Die folgende Liste enthält die in der Denkmaltopographie ausgewiesenen Kulturdenkmäler auf dem Nordfriedhof der Stadt Wiesbaden, Ortsbezirk Nordost in Hessen. Alle hier ausgewiesenen Kulturdenkmäler gehören zur Sachgesamtheit Nordfriedhof in der Gesamtanlage Platter Straße.
Hinweis: Die Reihenfolge der Denkmäler in dieser Liste orientiert sich zunächst an Ortsbezirken und anschließend den Straßennamen.
Grundlage ist die Veröffentlichung der Hessischen Denkmalliste, die auf Basis des Denkmalschutzgesetzes vom 5. September 1986 erstmals erstellt und seither laufend ergänzt wurde. Ein Teil dieser Listen ist zusammen mit einer ausführlichen Beschreibung auf der Webseite denkxweb.denkmalpflege-hessen.de einzusehen.

## Bauliche Anlagen
| Bild                 | Bezeichnung          | Lage                                                      | Beschreibung | Bauzeit | Daten |
| -------------------- | -------------------- | --------------------------------------------------------- | ------------ | ------- | ----- |
| Portale und Mauer    | Portale und Mauer    | Platter Straße LageFlur: 1, Flurstück: 110/20,110/21,21/6 |              | Ab 1877 |       |
| Toilettenanlage      | Toilettenanlage      | Platter Straße LageFlur: 1, Flurstück: 110/21             |              | Um 1900 |       |
| Verwaltungsgebäude   | Verwaltungsgebäude   | Platter Straße LageFlur: 1, Flurstück: 110/20             |              | 1876/77 |       |
| Trauerhalle          | Trauerhalle          | Platter Straße LageFlur: 1, Flurstück: 110/21             |              | 1958    |       |
| Urnenhalle           | Urnenhalle           | Platter Straße Flur: 1, Flurstück: 21/6                   |              | 1901/02 |       |
| Jüdische Trauerhalle | Jüdische Trauerhalle | Platter Straße LageFlur: 1, Flurstück: 110/21             |              | 1897    |       |

## Grabmäler
| Bild                                    | Bezeichnung                            | Lage           | Beschreibung | Bauzeit | Daten |
| --------------------------------------- | -------------------------------------- | -------------- | --- | ------- | ----- |
| Grabmal Familie von Knoop               | Grabmal Familie von Knoop              | Platter Straße | | 1880    |       |
| Grabmal Familie Ostermann               | Grabmal Familie Ostermann              | Platter Straße | 1981 Verkauf an Familie Cleaves und Renovierung durch Bildhauer Bernhard Herrmann                                                                              | 1896    |       |
| Grabmal Familie Otto Kreizner           | Grabmal Familie Otto Kreizner          | Platter Straße | Architekt: Ludwig Euler, Bildhauer: W. Klostermann | 1905    |       |
| Grabmal Familie Christian Schlichter    | Grabmal Familie Christian Schlichter   | Platter Straße | Bildhauer: Carl Keil, der hier mit seiner Frau Agnes Keil Schlichter ebenfalls seine Ruhestätte hat                                                            | 1885    |       |
| Grabmal Familie Bartling                | Grabmal Familie Bartling               | Platter Straße | Bildhauer: Ernst Herter | 1905    |       |
| Grabmal Familie Aschoff                 | Grabmal Familie Aschoff                | Platter Straße | | 1912    |       |
| Grabmal Familie H. Koenig               | Grabmal Familie H. Koenig              | Platter Straße | | 1895    |       |
| Grabmal Familie H. Goedecker            | Grabmal Familie H. Goedecker           | Platter Straße | Bildhauer: E. Vichi, Florenz | 1910    |       |
| Grabmal Familie Heinrich Albert         | Grabmal Familie Heinrich Albert        | Platter Straße | Architekt: Johannes Baader Bildhauer: Franz Metzner | 1908    |       |
| Grabmal Familie von Herrenkirchen       | Grabmal Familie von Herrenkirchen      | Platter Straße | | 1917    |       |
| Grabmal Familie Johann Schmidt          | Grabmal Familie Johann Schmidt         | Platter Straße | | 1879    |       |
| Grabmal Familie Adolf Wollweber         | Grabmal Familie Adolf Wollweber        | Platter Straße | | 1904    |       |
| Grabmal Franz Abt                       | Grabmal Franz Abt                      | Platter Straße | Bildhauer: Hermann Schies | 1885    |       |
| Grabmal Ferdinand Möhring               | Grabmal Ferdinand Möhring              | Platter Straße | Bildhauer: Hermann Schies | 1887    |       |
| Grabmal Ferdinand Hey'l                 | Grabmal Ferdinand Hey'l                | Platter Straße | | 1897    |       |
| Grabmal Carl Jung                       | Grabmal Carl Jung                      | Platter Straße | Bildhauer: Max Müller | 1879    |       |
| Grabmal Familie Sengel                  | Grabmal Familie Sengel                 | Platter Straße | | 1886    |       |
| Grabmal Familie Kranz                   | Grabmal Familie Kranz                  | Platter Straße | Bildhauer: Hermann Schies | 1893    |       |
| Grabmal Bücher, Hendann, Dörr           | Grabmal Bücher, Hendann, Dörr          | Platter Straße | | 1880    |       |
| Grabmal Sigmund Schuckert               | Grabmal Sigmund Schuckert              | Platter Straße | | 1895    |       |
| Grabmal Carl Frank                      | Grabmal Carl Frank                     | Platter Straße | Die Stele stammt von Johann Josef Olzem, das Relief von Robert Cauer dem Älteren.                                                                              | 1882    |       |
| Grabmal Eduard Brömme                   | Grabmal Eduard Brömme                  | Platter Straße | Bildhauer: Carl Roth | 1880    |       |
| Grabmal Heinrich Weil                   | Grabmal Heinrich Weil                  | Platter Straße | | 1884    |       |
| Grabmal Helmut Häuser                   | Grabmal Helmut Häuser                  | Platter Straße | Das Grabmal ist zerstört, der ehemals aufrecht stehende, unbearbeitete Fels trug ursprünglich eine Adler als Bekrönung. Die Belegungsfrist lief im Mai 2014 ab | 1933    |       |
| Grabmal Familie Braidt                  | Grabmal Familie Braidt                 | Platter Straße | | 1901    |       |
| Grabmal Familie Franz Grünthaler        | Grabmal Familie Franz Grünthaler       | Platter Straße | Bildhauer: Das Medaillon ist mit "N. (Nikolaus) Grünthaler" signiert                                                                                           | 1909    |       |
| Grabmal Erich Stenger                   | Grabmal Erich Stenger                  | Platter Straße | Relief signiert mit "F. (Ferdinand) Leonhard, Eltville" | 1911    |       |
| Grabmal Familie August Haniel           | Grabmal Familie August Haniel          | Platter Straße | | 1925    |       |
| Grabmal Familie Philipp                 | Grabmal Familie Philipp                | Platter Straße | Bildhauer: Carl Jung | 1902    |       |
| Grabmal Familie Alfons Haniel           | Grabmal Familie Alfons Haniel          | Platter Straße | Bildhauer: Heinrich Pohlmann | 1891    |       |
| Grabmal John Goldenberg                 | Grabmal John Goldenberg                | Platter Straße | | 1882    |       |
| Direkt Bild zu diesem Denkmal hochladen | Grabmal Lina Walter                    | Platter Straße | | 1907    |       |
| Grabmal Familie Wilhelm August Schmidt  | Grabmal Familie Wilhelm August Schmidt | Platter Straße | Neubelegung im Jahr 2000 | 1903    |       |
| Grabmal Familie Schmitt/Schmitt-Rau     | Grabmal Familie Schmitt/Schmitt-Rau    | Platter Straße | Bildhauer: Robert Cauer der Jüngere, Kreuznach | Um 1900 |       |
| Grabmal Familie Schlaffhorst            | Grabmal Familie Schlaffhorst           | Platter Straße | Bildhauer: Ernst Herter | 1900    |       |
| Grabmal Christine Becker                | Grabmal Christine Becker               | Platter Straße | Bildhauer: Gustav Rutz | 1907    |       |
| Grabmal Marie John                      | Grabmal Marie John                     | Platter Straße | | 1910    |       |
| Urnengrabmal Friedrich Cuntz            | Urnengrabmal Friedrich Cuntz           | Platter Straße | |         |       |
| Urnengrabmal Fritz Baum                 | Urnengrabmal Fritz Baum                | Platter Straße | Bildhauer: Hans Dammann. Neubelegung im Jahr 2000 | 1906    |       |
| Direkt Bild zu diesem Denkmal hochladen | Urnengrabmal Julie Hillesheim          | Platter Straße | | 1910    |       |
| Urnengrabmal C. W. Bierbrauer           | Urnengrabmal C. W. Bierbrauer          | Platter Straße | Der Bildhauer Carl Wilhelm Bierbrauer schuf hier sein eigenes Grabmal                                                                                          | 1962    |       |
| Urnengrabmal Hedwig Landskron           | Urnengrabmal Hedwig Landskron          | Platter Straße | | 1908    |       |
| Grabmäler jüdische Abteilungen          | Grabmäler jüdische Abteilungen         | Platter Straße | | Ab 1877 |       |